# Kwas nalidyksowy
Kwas nalidyksowy (łac. acidum nalidixicum) – organiczny związek chemiczny, chemioterapeutyk z grupy antybiotyków chinolonowych o działaniu bakteriobójczym, wykazujący swoje działanie poprzez zaburzanie replikacji DNA bakterii w wyniku zahamowania syntezy DNA.